# Xuthotrichia
Xuthotrichia is een geslacht van schietmotten uit de familie Hydroptilidae.

## Soorten
Deze lijst is mogelijk niet compleet.
- X. aotea JB Ward & IM Henderson, 2004
- X. ochracea Mosely, 1934